# Zurobata decorata
Zurobata decorata là một loài bướm đêm trong họ Erebidae.